# Club Bàsquet Ciutat Vella
El Club Bàsquet Ciutat Vella és una associació esportiva creada a Barcelona el 1989 per un grup de jugadors de bàsquet del col·legi Calassanç. Inicialment era format per tres masculins de categoria sènior, júnior i juvenil, i un equip sènior femení. El 1991 s'hi va incorporar un grup de nens de minibàsquet, algun dels quals ha jugat a la categoria màxima. La seva seu social és al barri de la Ribera i el president és Reyes Zuraide Galdeano.
Durant els primers anys entrenaven al Complex Esportiu Municipal del Parc de la Ciutadella, després durant uns anys al Frontó Colom de les Rambles, on juntament amb l'Associació Esportiva de Ciutat Vella ha creat una escola de bàsquet. Actualment entrenen al Complex Esportiu Municipal CEM Parc de la Ciutadella.

## Palmarès
El CB Ciutat Vella fou Campió de Catalunya en la categoria masculina sub-20 la temporada 1998-1999, i fou campió de la Copa Catalunya masculina la temporada 1999-2000. El 2001-2002 l'equip sènior masculí es va proclamar subcampió de Catalunya. La temporada 2005-2006 el Club Bàsquet Ciutat Vella té un equip sènior en la primera categoria catalana, un de sènior jove B, un de sènior C en categoria territorial i un equip júnior. La temporada 2010-2011 té un equip a la categoria Segona Catalana sènior.

## Iniciatives solidàries
L'entitat té com a objectiu fer del bàsquet una eina d'integració. Així, organitza torneigs escolars per a nens del districte, el 1996-1997 va col·laborar en la campanya «Fes un triple per Sarajevo» patrocinada per l'Ajuntament de Barcelona per tal recaptar fons per a construir instal·lacions esportives a Sarajevo (Bòsnia i Hercegovina). El 2005 va organitzar la primera la Diada de Bàsquet Solidari de Ciutat Vella, al passeig del Born. El 2005 va obtenir la Medalla d'Honor de Barcelona.
L'any 2008 l'equip sub-21 d'aquest club va protagonitzar el documental Ciutat Vella CB, dirigit per Albert Folk i produït per Animals Films, SL i Televisió de Catalunya, que va ser emès diverses vegades pel Canal 33.